# Myrrhis tenerrima
Myrrhis tenerrima är en flockblommig växtart som beskrevs av Jan Svatopluk Presl. Myrrhis tenerrima ingår i släktet spanskkörvlar, och familjen flockblommiga växter. Inga underarter finns listade i Catalogue of Life.